# Jerry Schatzberg
Jerry Schatzberg (ur. 26 czerwca 1927 w Nowym Jorku) – amerykański fotograf i reżyser filmowy.

## Życiorys
Jako reżyser zadebiutował dość późno, bo dopiero w 1970 mając już ponad 40 lat. Wcześniej pracował jako fotograf dla magazynów: Vogue, Esquire i McCall’s.
Największe uznanie zdobył swoimi pierwszymi filmami: Narkomani (1971) i Strach na wróble (1973). Rolami w tych filmach zapoczątkował swoią wielką karierę aktor Al Pacino. Późniejsze filmy Schatzberga nie odniosły już takiego sukcesu.
Zasiadał w jury konkursu głównego na 57. MFF w Cannes (2004).

## Filmografia
- Zagadka dziecka klęski (1970); także scenariusz
- Narkomani (1971)
- Strach na wróble (1973)
- Dandy, na wskroś amerykańska dziewczyna (1976)
- Uwiedzenie Joe Tynana (1979)
- Honeysuckle Rose (1980)
- Nierozumiany (1984)
- Wielkie uczucie (1984)
- Cwaniak (1987)
- Brudne pieniądze (1988)
- Odnaleziony przyjaciel (1989)
- The Day the Ponies Come Back (2000); także scenariusz